# LTE Slovakia
LTE Slovakia s.r.o. (do 18. dubna 2023 LTE Logistik a Transport Slovakia s.r.o.) (VKM: LTESK) je slovenským dopravcem, který se zabývá provozováním nákladní drážní dopravy. Jedná se o dceřinou společnost rakouské firmy LTE Logistik- und Transport. Sídlem firmy je Bratislava.

## Historie
Společnost vznikla zápisem do obchodního rejstříku ke dni 25. 10. 2002 a jejím zakladatelem a jediným vlastníkem je rakouský železniční dopravce LTE Logistik- und Transport se sídlem v Grazu.
Dopravu vlaků ve vlastní režii zahájila firma v roce 2004 vozbou ucelených vlaků petrolkoksu z rafinerie OMV Deutschland v bavorském Burghausenu do hliníkárny Slovalco v Žiaru nad Hronom. Tento vlak vede v celé trase jedna lokomotiva bez přepřahu.

## Lokomotivy
Svoji činnost začala firma s lokomotivami mateřské rakouské firmy, které s mezinárodními nákladními vlaky překračují rakousko-slovenskou hranici. Jedná se o motorové lokomotivy rakouských řad 2016 (tovární typ ER20 společnosti Siemens), 2150 a 2170 (typy G1206 a G1700 německého výrobce Vossloh).
Na vlacích jedoucích z/do Česka pak byly k vidění také lokomotivy českého dopravce Viamont, neboť ten byl stejně jako LTE v alianci železničních dopravců European Bulls.
Od roku 2006 si pak společnost pořídila vlastní lokomotivy řady 740, zakoupené z druhé ruky.